# 卢克丽霞 (阿尔泰米西娅·真蒂莱斯基,洛杉矶)
《卢克丽霞》是十七世纪意大利艺术家阿尔泰米西娅·真蒂莱斯基的三幅同一题材的布面油画之一，绘制于1627年。   现藏于洛杉矶J·保羅·蓋蒂博物館。画作表现罗马执政官塔奎尼乌斯的妻子卢克丽霞 在被丈夫的一名战友勒索和强奸后，愤而自杀的情景。其他两个版本，一幅由米兰私人收藏，另一幅由波茨坦私人收藏。